# Ле-Валь-Доре
Ле-Валь-Доре (фр. Le Val-Doré) — муніципалітет у Франції, у регіоні Верхня Нормандія, департамент Ер. Ле-Валь-Доре утворено 1-1-2018 шляхом злиття муніципалітетів Ле-Френ, Ле-Меній-Ардре i Орво. Адміністративним центром муніципалітету є Орво. Населення — 885 осіб (01.01.2021).